# Calota

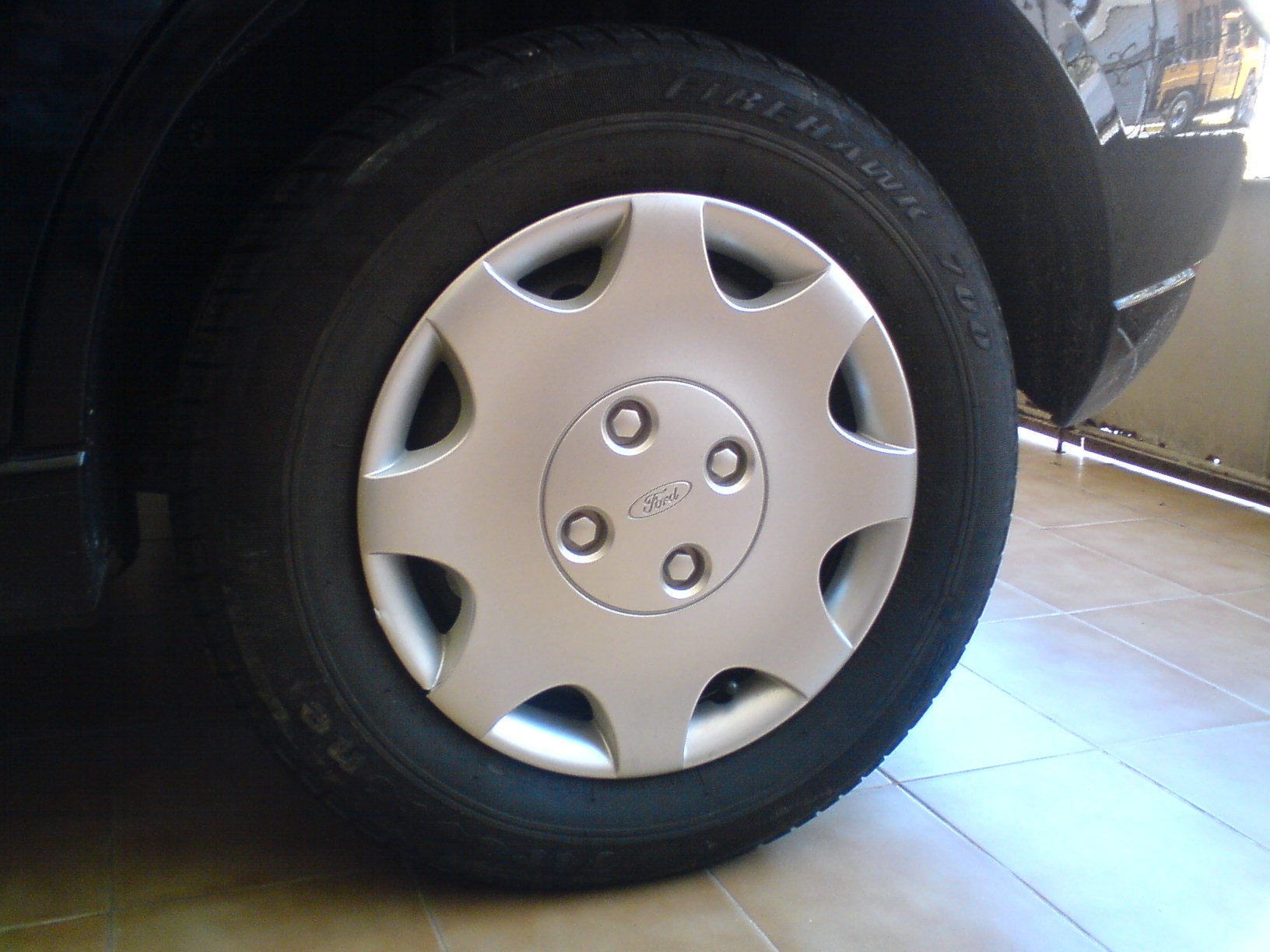
Calota plástica

Uma calota (português brasileiro) ou tampão de roda (português europeu) é um disco decorativo para as rodas de carro que cobre a área central da roda. A calota tem a função de proteger as rodas (que nesse caso são rodas de ferro simples), além de dar uma melhor aparência ao carro.
Em arquitetura, é a porção central duma abóbada circular. Qualquer cobertura ou elemento da parte superior que apresente forma abaulada ou recurvada. A parte esférica duma abóbada. Ou qualquer parte superior de uma esfera – calota polar.